# الإمبراطور ميجي

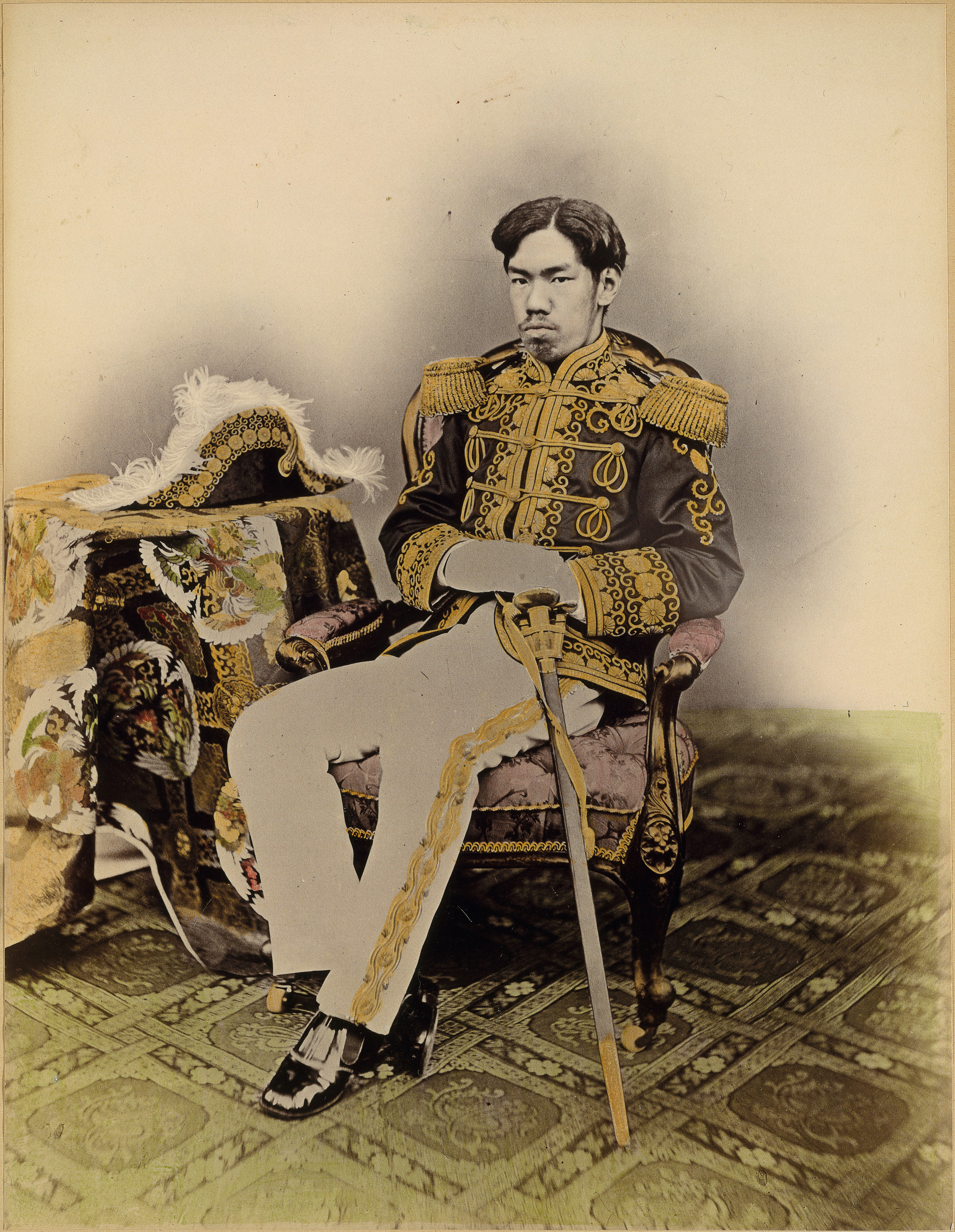
الإمبراطور ميجي وهو شاب بالزي العسكري في 1873

الإمبراطور ميجي (باليابانية: 明治天皇 ميجي تينُّو) (3 نوفمبر 1852 - 30 يوليو 1912) هو إمبراطور اليابان ذو الترتيب 122 وفقاً لترتيب الحكم التقليدي، حكم بدءاً من 3 فبراير 1867 حتى وفاته.
بعد وفاة الإمبراطور ميجي ظهرت عادة جديدة في إعطاء الإمبراطور المتوفي اسم الفترة التي حكم فيها، وبما أن الإمبراطور ميجي قد حكم في فترة ميجي لذلك أعطي هذا الاسم. اسم الأصلي هو موتسوهيتو (睦仁) وحتى خارج اليابان كان ينادى باسم الإمبراطور موتسوهيتو.
عند ولادته في 1852 كانت اليابان معزولة، لاصناعية، ودولة إقطاعية يسيطر عليها الشوغون توكوغاوا والداي-ميو، وعند وفاته كانت اليابان قد تغيرت بشكل جذري سياسياً، واجتماعيا، وبدأت فيها الصناعة وهذا ما يعرف باسم إصلاح ميجي وتحولت اليابان إلى أحد أقوى الدول في العالم.
بعد وفاة الإمبراطور ميجي عام 1912 وزوجته الإمبراطورة شوكن عام 1914 قام الشعب الياباني ببناء معبد ميجي تخليدا لذكرى شخصيتين من أكثر الشخصيات تأثيراً في التاريخ الياباني، حيث بني معبد ميجي لتخليد ذكراه وهو يعتبر من أكبر معابد الشنتو في اليابان يقع في شيبويا، طوكيو.

## فترة ميجي
فترة مييجي (باليابانية: 明治時代 ميجي جيداي) هي الفترة الأولى من تاريخ اليابان المعاصر (1868-1912 م). أطلق عليها اسم «مييجي» (明治) والذي يعني «الحكومة المستنيرة»، تلميحا للحكومة الجديد التي تولت شؤون البلاد ـ رسميا منذ يوم الـ8 أكتوبر 1868 م.
اعتلى موتسوهيتو العرش الإمبراطوري بعد وفاة والده الإمبراطور كوميه في يناير من سنة 1867 م. بعدها بأشهر- يوم 19 نوفمبر من سنة 1867 م - قدم «يوشينوبو» ع (1837-1913 م)، آخر الشوغونات من أسرة الـ«توكوغاوا» استقالته للإمبراطور، كان ذلك الحدث نهاية «فترة إيدو».

### إصلاح ميجي
عرف اليابان في الثلث الثاني من القرن الـ19 م (1800 م) وخلال هذه الفترة تحولات جذرية، سياسية واجتماعية، قادت هذه إلى إنهاء شوغونية أسرة الـ«توكوغاوا» و«فترة إيدو» التي صاحبتها، ودخلت البلاد بعدها الفترة المعاصرة من تاريخها.
تم في الـ3 من يناير 1868 م إعادة الإمبراطور أو الـ«تينو» إلى مكانه على رأس هرم السلطة في البلاد، كان الأباطرة ورغم أنهم حكموا البلاد بصورة مستمرة، مجردين من السلطة الفعلية، كانت هذه بين أيدي الشوغونات (راجع «فترة كاماكورا» و«ميناموتو نو يوريتومو»). قام المؤرخون بتعميم هذه التسمية (استعراش مييجي) فأصبحت تطلق على الفترة التي سبقت ومهدت هذا الأحداث ثم فترة الحروب الأهلية التي تلتها.

## الأسرة
- الأب: الإمبراطور كوميه.
- الأم: ناكاياما يوشيكو.
- الملكة: الإمبراطورة شوكين.
- المحظيات:
  - السيدة متسوكو.
  - السيدة ناتسوكو.
  - ياناغيهارا ناروكو.
  - تشيغوسا كوتوكو.
  - سونو ساتشيكو.
- الأبناء:

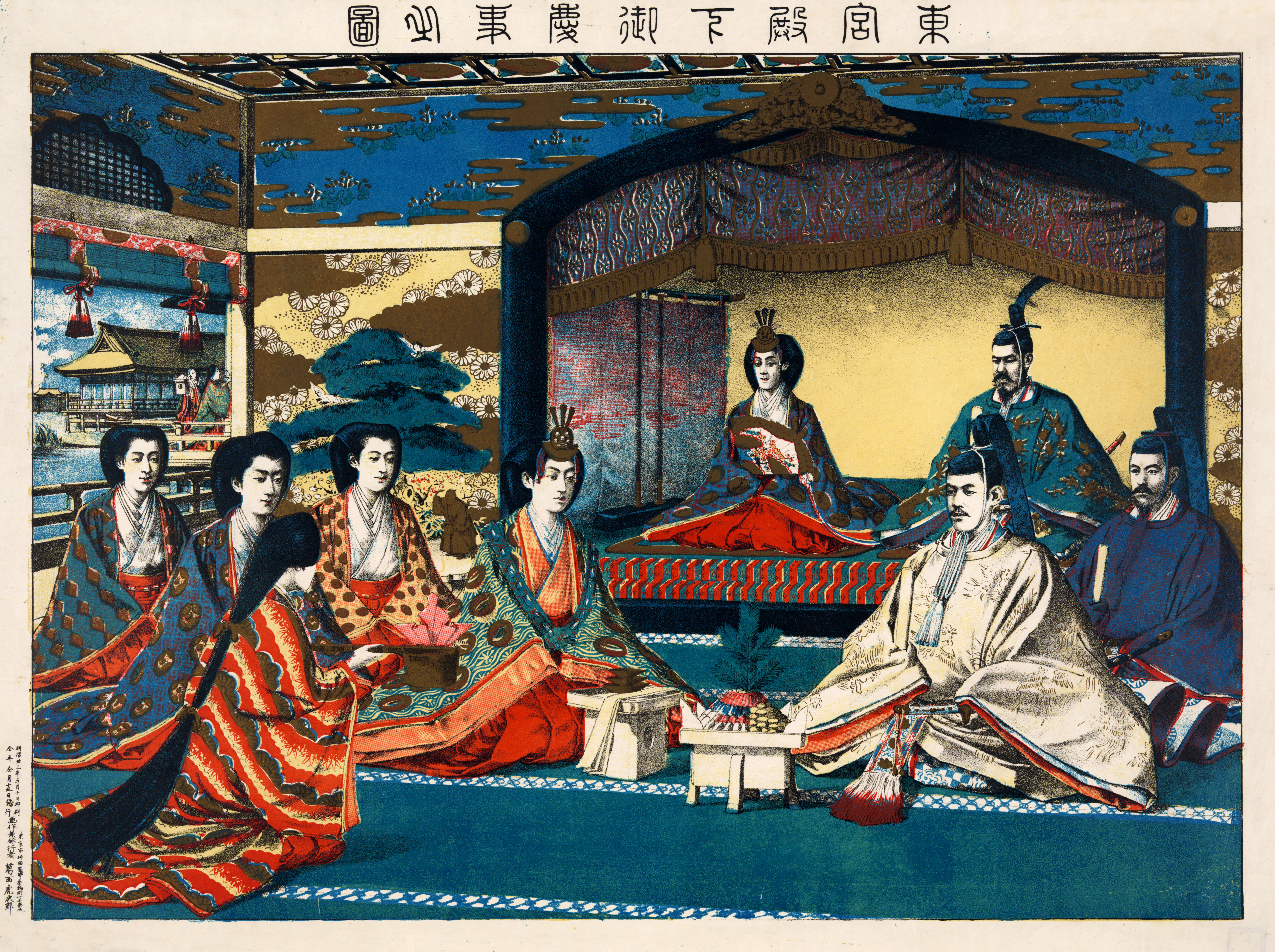
زواج ولي العهد من الأميرة كوجو ساداكو.

  - ولي العهد يوشيهيتو (الإمبراطور تايشو)، تزوج من الأميرة كوجو ساداكو (الإمبراطورة تيميه).
  - الأميرة ماساكو تاكيدا.
  - فوساكو كيتاشيراكاوا.
  - الأميرة نوبوكو آساكا.
  - توشيكو هيغاشيكوني.

## الإمبراطور ميجي في الثقافة الشعبية
لعب الممثل الياباني شيتشينوسوكه ناكامورا دور الإمبراطور ميجي في فيلم الساموراي الأخير عام 2003.

## الخط الزمني للأحداث أثناء حياة الإمبراطور ميجي
- 3 نوفمبر 1852 : ولادة الإمبراطور ميجي
- 8 يوليو 1853 : وصول أسطول من السفن بقيادة ماثيو بيري إلى اليابان معلناً فتح اليابان.
- 1854-55 : توقيع معاهدات مع أمريكا من قبل الشوغون.
- 1858 : توقيع معاهدات مع هولندا، روسيا الإمبراطورية، والمملكة المتحدة.
- مارس 1860 : اغتيال إيه ناؤسكه.
- 1862 : حادثة ناماموغي
- 1864-65 : قصف شيمونوسيكي من قبل السفن البريطانية، والأمريكية والفرنسية والهولندية
- 21 يناير 1867: وفاة الإمبراطور كوميه
- 4 يناير 1868: استعادة الحكم الإمبراطوري رسميا وانتهاء فترة 265 سنة من حكم الشوغون توكوغاوا
- 12 سبتمبر 1868 : استعراش الإمبراطور ميجي رسميا
- 23 أكتوبر 1868 : تغيير اسم السنة إلى أول سنة من فترة ميجي
- 6 نوفمبر 1868 : انتقال العاصمة من كيوتو إلى طوكيو
- 11 يناير 1869 : زواج ميجي من إيتشيغو هاروكو
- 4 سبتمبر 1869 : ميجي يستقبل دوق إدنبرة
- 1873 : تدمير قلعة إدو بحريق هائل وانتقال الإمبراطور للسكن في قصر أكاساكا، ولادة أول أولاد ميجي ووفاته أثناء الولادة
- 1877: عصيان ساتسوما
- 1878 : اغتيال أوكوبو توشيميتشي
- 31 أغسطس 1879 : ولادة يوشيهيتو الابن الوحيد للإمبراطور ميجي والذي أصبح الإمبراطور تايشو
- 1881 : استقبال أول ملك أجنبي في اليابان، ملك هاواي
- 1889 : وضع دستور ميجي، وإيتو هيروبومي يعين كأول رئيس وزراء ياباني
- 1894 : الحرب الصينية اليابانية الأولى
- 1904-1905 : الحرب الروسية اليابانية
- 1912 : وفاة الإمبراطور ميجي.

## وصلات خارجية
- الإمبراطور ميجي على موقع الموسوعة البريطانية (الإنجليزية)
- الإمبراطور ميجي على موقع إن إن دي بي (الإنجليزية)
- موقع معبد ميجي